# Benjamín Urdapilleta
Benjamín Maria Urdapilleta (Buenos Aires, 11 marzo 1986) è un rugbista a 15 argentino, che gioca come mediano di apertura nel Castres in Top 14.

## Biografia
Inizialmente Urdapilleta si dedicò al calcio, giocando anche un anno e mezzo nelle giovanili del River Plate, solo a quindici passò completamente al rugby. Formatosi rugbisticamente nel C.U.B.A., esordì in prima squadra a diciotto anni e vi rimase fino al 2010. Quell'anno fu selezionato dal Pampas XV per disputare la Vodacom Cup. Successivamente si trasferì agli Harlequins, dove giocò per due anni; nonostante il basso minutaggio ottenuto, vinse due titoli con il club inglese: l'English Premiership 2011-2012 e l'European Challenge Cup 2012-2013. Nell'estate 2012 firmò un contratto con l'Oyonnax, contribuendo la sua prima stagione alla vittoria del campionato Pro D2 con 232 punti segnati. Al termine della stagione 2014-15 nella quale raggiunse i play-off e risultò il secondo miglior marcatore del campionato, passò al Castres. Con la squadra originaria del Tarn vinse il Top 14 2017-18, classificandosi ancora una volta al secondo posto tra i migliori marcatori della competizione.
Urdapilleta compì tutta la trafila delle selezioni giovanili argentine, partecipando con l'under-21 al mondiale di categoria del 2006. Il suo esordio con l'Argentina avvenne nel dicembre 2007 contro il Cile nell'ultima partita del Campionato sudamericano, nella quale segnò anche una meta. Tra il 2008 ed il 2010 ottenne altre tre presenze disputando il torneo sudamericano e giocò due test-match rispettivamente contro Sudafrica e Galles. Nel 2012 affrontò la Francia in entrambi gli incontri del loro tour estivo. Mentre l'anno successivo fu presente nelle amichevoli di giugno contro Inghilterra e Georgia. Non fu poi più chiamato in nazionale fino al The Rugby Championship 2019, quando il commissario tecnico Mario Ledesma lo convocò e lo schierò contro gli Springboks. Successivamente, a metà agosto, fu ufficializzata la sua inclusione nella squadra argentina per la Coppa del Mondo di rugby 2019. Nel corso del torneo iridato scese in campo in tutte le sfide disputate dai Pumas, i quali uscirono nella fase a gironi.
Urdapilleta può vantare una presenza nei Barbarians francesi ottenuta nel giugno 2015, giocando proprio contro la selezione argentina.

## Palmarès

### Competizioni nazionali
- Premiership: 1

Harlequins: 2011-12
- Challenge Cup: 1

Harlequins: 2012-13
- Campionati francesi: 1

Castres: 2017-18

### Competizioni internazionali
- Campionati sudamericani: 3

2007, 2008, 2010